# Mecyclothorax aano
Mecyclothorax aano (лат.) — вид жуков-жужелиц рода Mecyclothorax из подсемейства Псидрины.

## Распространение
Встречаются на острове Таити, Французская Полинезия.

## Описание
Мелкие жужелицы, длина 6,9 мм. Отличаются очень широким телом и боковым краем переднеспинки, который широко приподнят в основании, сужен кпереди, переднеспинка имеет вид шаровидной формы. Плечи надкрылий округлые, основание надкрылий широкое. Окраска головы темно-рыжая; антенномеры 1 жёлтые, 2–3 рыжевато-желтые, 4–11 рыжевато-бурые; диск переднеспинки рыжеватый, латеральное краевое вдавление перед латеральной щетинкой рыжевато-бурое, срединное основание рыжеватое; диск надкрылий рыжеватый, шовный промежуток в основании рыжий, а на вершине рыжевато-желтый, латеральное краевое вдавление рыжевато-бурое; бёдра рыжевато-желтые с рыжеватым оттенком, голени рыжевато-коричневые с дымчатым оттенком наиболее развиты в вершинной половине..

## Таксономия и этимология
Вид был впервые описан в 2013 году американским колеоптерологом James Kenneth Liebherr (Cornell University, Итака, США). Видовой эпитет aano означает «широкий» или «обширный» на таитянском языке, что означает очень широкое тело, характерное для этого вида.